# Зімонсвальд
Зімонсвальд (нім. Simonswald) — громада в Німеччині, знаходиться в землі Баден-Вюртемберг. Підпорядковується адміністративному округу Фрайбург. Входить до складу району Еммендінген.
Площа — 74,31 км2. Населення становить 3072 ос. (станом на 31 грудня 2020).